# جان-لويس أركاند
جان-لويس أركاند هو اقتصادي كندي، ولد في 1964.